# Puerto Wilches
Puerto Wilches est une municipalité colombienne située dans le département de Santander.